# Okokhuo
Okokhuo,,,,,, est une communauté située dans la zone de gouvernement local d'Ovia au nord-est de l'État d'Edo, au Nigeria. Il fait partie de plusieurs villages de la zone de gouvernement local du nord-est d'Ovia qui ont subi des attaques continues de bergers entraînant la perte de propriétés.